# 두진열
두진열(杜鎭烈, 1921년 9월 5일 ~,전북군산 )은 대한민국의 교육자이며, 건국초기 전라북도 문교사회국 장학관과 군산초등학교교장을 역임한 청백교직자이다. 본관은 杜陵이다.

## 출신 학교
- 옥구공립보통학교 21회 졸업
- 전주사범학교 강습과  수료(4개월)

## 생애
청담(靑潭) 두진열선생은 청백교직자로 본관은 杜陵이며, 시조 두릉군(杜陵君) 휘(諱) 경녕(慶寜)공의 29세손으로1921년 9월 5일 군산시 회현면 금광리 400번지에서 한학자(漢學者)인 아버지 두용균(杜用均)공과 어머니 담양전씨 전의녀(田義女)여사 4남 5녀 중 장남으로 태어나셨다. 선생은 본성(本性)이 근면독실(勤勉篤實)하고 호학역행(好學力行)하였으며 주경야독(晝耕夜讀)으로 1940년 교원시험 합격하여 임실삼계소학교 훈도, 해방 후 회현국민학교 훈도로 근무하다가 회현국민학교 용화분교장 (分校長)으로 임명되어 용화공립국민학교로 승격되는데 일조(一助)하였고 1951년  문창국민학교  교감으로 승진 한 후 1952년  옥구교육구청 장학사로 발탁되어 9년 동안 교육행정은 물론 장학지도에 새로운 기틀을 마련한 공적으로 전라북도문교사회국 장학관으로 발탁되어 교육행정분야를 쇄신하여 전북교육 발전에 공헌하였으며  익산오산공립국민학교교장을 거쳐 1964년 3월 회현국민학교교장으로 부임하여 5년 동안 근무하다가 1969년 3월 학생수 3500명이 넘는 군산국민학교교장으로 발령되어 2년간 문교부지정 반공도덕생활 시범학교를 성공적으로 운영하고 1971년 3월 회현국민학교교장으로 복귀하여 통산 11년간 재직하면서 교가를 새롭게 제작하였고, 수도방식과 프로그램 학습법 도입, 운동장 확장과 600여평의 실습지를 운영하여 교육환경개선 및 현장학습에 헌신(獻身)하였고, 푸른 숲을 조성하고, 회현중학교를 설립하는데 일조(一助)하였다. 청담 선생은 청백(淸白) 교직자로“지방의 발전은 교육이다.”라는 교육신념을 가진 지방교육계의 거목(巨木)이었다. 2019년 후배 재직교직자 및 제자, 지역인사 및 친족이 중심이 되어 두진열선생의 교육철학과 신념을 오래 기리고 추모하기 위해서  청담(靑潭) 두진열선생 추모문집을 발간하였다.

## 주요 경력
- 1940.9.21. : 소학교 교원 3종시험 합격
- 1940.10.19. : 임실 삼계(三溪)공립 심상소학교 촉탁교원
- 1941.11.11. : 임실 삼계(三溪)공립 심상소학교 훈도(訓導)
- 1945.11.15. : 군산 회현(澮縣)국민학교훈도(訓導)
- 1949.9.20. : 군산 회현(澮縣)국민학교 용화(龍華)분교장(分校長)
- 1951.11.25.: 군산 문창(文昌)국민학교군산 문창(文昌)국민학교 교감
- 1952.8.31.: 옥구군(沃溝郡) 교육청(敎育廳) 장학사
- 1954.1.12.: 미국교육사절단 주관  새교육 강습 수료(120시간, 문교부장관)
- 1955.8.5. : 문교부 전북공동주최 교장자격 검정을 위한 강습 이수 (130시간)
- 1958.10.9.   문맹퇴치교육 유공 전라북도지사 표창 수상
- 1960.1.1.    면려포장 수상 (대통령)
- 1961.5.1.    전라북도 문교사회국 학무과 장학관(獎學官)
- 1961.12.31.  기구 개편으로전라북도  교육국 교육과 장학관(獎學官)
- 1962.5.2.     익산 오산(五山)국민학교  교장
- 1963.7.24.   교육행정관 연수원 연수 (1개월, 증1907호)
- 1964.1.31.   학교경영 유공  [[]전라북도 ]]전라북도 교육감 표창 수상
- 1964.3.20.   오산(五山)국민학교  학부모 대표 기성회장의 학교 경영 유공 감사장 받음
- 1964.3.16.   군산 회현(澮縣)국민학교 교장
- 1966.10.15.  보건환경 우수학교로 보건사회부장관 표창 받음
- 1969.3.1.    군산 회현(澮縣)국민학교
- 1971.3.1.    군산 회현(澮縣)국민학교 교장
- 1977.2.28.   지병으로 교장 명예퇴직
- 1984.12.30.  별세(別世)

## 저서 및 문집
- 《 청백교직자 청담(靑潭) 두진열선생 》(대학서림, 20190년12월, 김정준외5인)

## 상훈
- 1958년 10월9일 문맹퇴치교육 유공 전라북도지사 표창 수상
- 1960년 1월1일 면려포장 수상 (대통령)
- 1964년 1월31일 학교경영 유공 전라북도 교육감 표창 수상
- 1964년 3월20일 오산국민학교 학부모 대표 기성회장의 학교 경영 유공 감사장 받음
- 1966년 10월15일 보건환경 우수학교로 보건사회부장관 표창 받음

## 인명록 수록
- 『옥구군지(沃溝郡誌)』 (옥구군, 1990년 11월 발행)
- 『옥구인물지(沃溝人物誌)』 (옥구문화원, 1991년 11월 발행)
- 『전라 문화의 맥과 전북 인물』 (전북대학교 전라문 연구소, 1990년 발행 )
- 『호남기록문화유산』호남인물등재, (2017년 5월)

## 언론매체 기고
- 부안서림신문, 부안석불산 평장사 두방묘역 유래,  2019.05.29.
- 한국경제신문기고, 잊을 수 없는 스승,  1982.
- 전라매일, 부안석불산 평장사 두방묘역 유래 05.29.

## 가계
- 아버지: 두용균((杜用均), 1902년 1월 23일)
- 어머니: 전의녀((田義女), 1900년 3월 2일)
- 배우자: 문귀현(文貴玄, 1920년 12월 28일)
- 장남: 두하영(杜夏榮, 1956년 6월29일)
- 차남: 두정완(杜政玩, 1959년 4월 3일)
- 삼남: 두이영(杜以榮, 1963년 11월 7일)

## 참고 문헌
1. 『고려사(高麗史)』
2. 『신증동국여지승람(新增東國輿地勝覽)』
3. 『沃溝郡誌』 옥구군지 편찬위원회, 옥구군 1990.11
4. 『沃溝人物誌』 옥구문화원 1991
5. 『群山市史』 군산시사편찬위원회, 군산시 2000.12
6. 『전라 문화의 맥과 전북 인물』 전북 대학교 전라 문화 연구소, 1990
7. 한국향토문화전자대전 http://www.grandculture.net/>
8. 『군산지역가문과 인물Ⅰ』, 김두헌, 군산문화원 2018>
9. 『杜陵杜氏 世譜』  1898년(戊戌)
10. 『杜陵杜氏 世譜』  1986년(丙寅)